# ドリアノーヴァ
ドリアノーヴァ（イタリア語: Dolianova）は、イタリア共和国サルデーニャ州南サルデーニャ県にある、人口約9,600人の基礎自治体（コムーネ）。

## 地理

### 位置・広がり

#### 隣接コムーネ
隣接するコムーネは以下の通り。括弧内のCAはカリャリ県所属を示す。
- サン・ニコロ・ジェッレーイ
- サンタンドレーア・フリーウス
- セルディアーナ
- シンナイ (CA)
- ソレーミニス
- ヴィッラサルト